# Колос (Зборів)
Колос — аматорська футбольна команда з міста Зборів.

## Відомості

### Досягнення
- Чемпіон Тернопільської області: 1993/94
- Бронзовий призер: 1989
- Фіналіст Кубка Тернопільської області 2017[1]

## Відомі гравці
- Олександр Еней